# Юнцы (Миорский сельсовет)
Ю́нцы (бел. Юнцы, транслит. Juncy) — деревня в Миорском районе Витебской области. Входит в состав Миорского сельсовета.

## История
В 1921—1939 годах деревня входила в гмину Черессы Дисненского (с 1926 г. — Браславского) повета Виленского воеводства.
В результате Освободительного похода Красной Армии вошла в состав СССР, а с 2 ноября 1939 года — в состав Белорусской ССР.
До 17 декабря 1971 года деревня находилась в подчинении Миорского поссовета, до 8 апреля 2008 года входила в состав Дворносельского сельсовета.

## Население
- 1921 год — 79 жителей, 18 дворов[5];
- 1931 год — 83 жителя, 16 дворов[6];
- 1999 год — 1 житель;
- 2009 год — 3 жителя.